# 进击吧，少女！
《进击吧，少女！》，是一部由北京华诚传媒有限公司、上海腾讯企鹅影视文化传播有限公司、映美传世（北京）文化传媒有限公司、悦多文化传媒（北京）有限公司出品，陈小桃执导，李莎旻子、李祥祥领衔主演的2018年中国大陆校园运动题材网络大电影，主要讲述排球少女齐可燃帮助一支濒临解散的球队起死回生的故事。2017年4月23日在杭州开机，2017年5月5日杀青，2018年6月8日上午10时在腾讯视频首播。

## 剧情梗概
出生于排球世家的天才少女齐可燃（李莎旻子 饰），自幼受到母亲的熏陶，从而成为一名排球爱好者，并立志成为一名排球运动员。但由于齐可燃的母亲在一次排球比赛中突发心梗过世，所以父亲自幼便反对齐可燃接触排球运动。初入大学校园的齐可燃为打破父亲的禁令，偷偷报名参加了大学的排球队，但因基础太差险些无法加入。
陵川学院排球队的过往战绩一直以来都不尽如人意，再加上校方的不断施压，球队一直处于濒临解散的状态。在以0:2的比分输掉与铭传学院排球队的练习赛后，陵川学院排球队队长钟若珊（高艺蝶 饰）向教务主任给出了全国联赛若拿不出成绩便解散球队的承诺。而由于齐可燃的出现，原本人心涣散的排球队开始慢慢团结起来，队员们互相鼓舞，并且都练就了自己的终极必杀技。在队员们的帮助下，齐可燃的球技也得到了迅速提升。
全国联赛正式打响。在第一轮对阵樱兰学院排球队的淘汰赛中，陵川队以2:0的比分轻松赢下比赛，却因庆功宴过后未能及时返回寝室从而触犯了校规，并被校方再次施压，教务主任向钟若珊下达了若联赛未能进入前三甲便解散球队的最后通牒。而一直瞒着父亲偷偷打球的齐可燃也因此事被父亲发现，令父亲气愤不已。第二轮淘汰赛，陵川队面临的对手是德化学院排球队。第一局，齐可燃因状态不佳频频失误。正当陵川队拿到第一个赛点时，队长钟若珊示意将齐可燃换下，而缺少了齐可燃的陵川队依然成功拿下赛点，以25:23的比分赢下第一局，并以总比分2:0的优势赢得比赛。此役过后，齐可燃逐渐认识到了团队精神的重要性。
在随后的比赛中，陵川队一路披荆斩棘，战胜了楼芝学院排球队，晋级前四强，取得了不同以往的成绩，齐可燃也得到了父亲的认可。而就在这场比赛的最后关头，齐可燃却意外受伤，后被确诊为轻微骨裂，医生建议其在三个月之内避免做任何剧烈运动，本想与队友并肩战斗到最后一刻的齐可燃心中不免有些许失落。
半决赛大幕拉开，陵川队再次与铭传队正面交锋。在先丢一局的情况下，齐可燃带伤上阵，将总比分扳至1:1平。第三局，铭传队派出王牌选手川奈亚（崔龙珠 饰），双方的激烈交锋一时难分伯仲。很快，铭传队便取得了赛点，但被齐可燃的一记扣杀将比分扳平，而齐可燃也在此时不慎再次受伤。最后一球，受伤后的齐可燃接球失误，最终陵川队以24:25的比分输掉第三局，并以1:2的总比分遗憾止步四强，球队被学校解散。而后，全校学生联名请愿将球队保留，教务主任终于松口，球队最终被保留了下来。

## 演员列表

### 主要演员
| 演员     | 角色   | 配音   | 介绍                                   |
| 李莎旻子 | 齐可燃 | 不適用 | 陵川学院排球队新人选手，技能为雷霆万钧 |
| 李祥祥   | 冯飞   | 不適用 | 陵川学院排球队主教练                   |
| 高艺蝶   | 钟若姗 | 郑言   | 陵川学院排球队队长，技能为流光幻影     |
| 毛娜     | 王佳佳 | 不適用 | 陵川学院排球队新人选手，技能为鱼跃龙门 |
| 王蒴     | 李曼妮 | 刘晴   | 陵川学院排球队二传手，技能为荷鲁斯之眼 |

### 其他演员
| 演员   | 角色       | 配音   | 介绍                                   |
| 汪安琪 | 琴美       | 姻子   | 陵川学院排球队主力选手                 |
| 李玉琪 | 夏娜       | 万纯   | 陵川学院排球队主力选手                 |
| 崔龙珠 | 川奈亚     | 姻子   | 铭传学院排球队王牌选手，技能为电光火石 |
| 岳晖   | 教务主任   | 王勇刚 | 陵川学院教务主任                       |
| 王子   | 冯聪       | 苗壮   | 冯飞父亲                               |
| 李敬辉 | 齐可燃父亲 | 高旭东 |                                        |

## 主创团队
- 出品人：孙忠怀、刘长江、吴延、王翰涛[a]
- 总监制：刘荣
- 总策划：常斌、张余、寿建锋
- 策划：姚玲、付娟、邹通、王晓娟、刘依、余蛟雨、李珂、王娟、曾昭杨
- 总制片人：刘泷、寿建锋
- 制片人：李娜、高晗、李昊洺
- 执行制片人：岳晖、李荧荧
- 制片主任：王子
- 执行制片：郭哲君、丁雪峰、金禹萱、任少宸
- 编剧：章文佳
- 后期导演：陈明俊
- 剪辑师：张锐利、郑然
- 导演：陈小桃